# Kirkland (New York)
Pour les articles homonymes, voir Kirkland.
Kirkland est une ville du comté d'Oneida, dans l'État de New York, aux États-Unis,. En 2010, elle comptait une population de 10 315 habitants.

## Démographie
Lors du recensement de 2010, la ville comptait une population de 10 315 habitants. Elle est estimée, en 2016, à 10 105 habitants.